# Dasychira anisozyga
Dasychira anisozyga är en fjärilsart som beskrevs av Collenette 1960. Dasychira anisozyga ingår i släktet Dasychira och familjen tofsspinnare. Inga underarter finns listade i Catalogue of Life.